# George Neville
George Neville (* um 1433; † 8. Juni 1476) war Lordkanzler von England und Erzbischof von York.

## Leben
Neville war der jüngste Sohn von Richard Neville, 5. Earl of Salisbury und der Bruder von Richard Neville, 16. Earl of Warwick. Er wurde am Balliol College der Universität Oxford ausgebildet. Während der Rosenkriege wurde er 1456 Bischof von Exeter, nach den Siegen des Hauses York 1460 Lordkanzler von England und 1465 Erzbischof von York. Von da an nahm sein Schicksal einen ähnlichen Verlauf wie das seines Bruders und, als dieser 1471 starb, nahm man ihn für drei Jahre gefangen. Neville war unter den englischen Geistlichen einer der ersten Befürworter des Studiums der griechischen Sprache.